# Bartolomeo Cesi (pittore)
Bartolomeo Cesi (Bologna, 16 agosto 1556 – Bologna, 15 agosto 1629) è stato un pittore italiano.

## Biografia

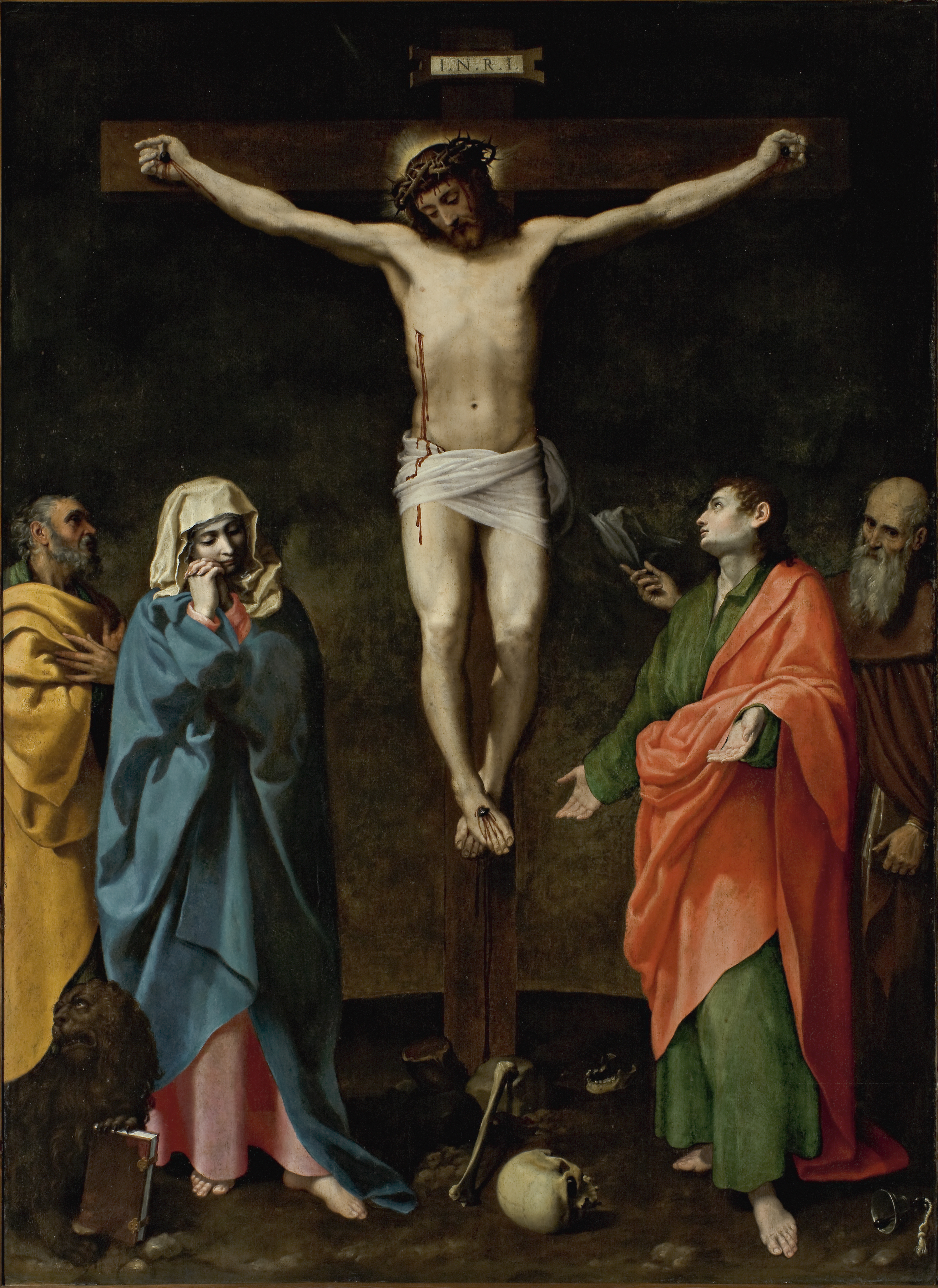
Calvario con la Vergine, San Giovanni Battista, San Marco e Sant'Antonio

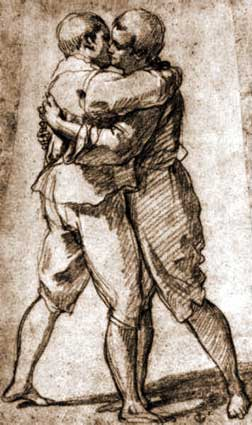
Bartolomeo Cesi, Due uomini fiorentini, Uffizi, 1600

Nacque in una famiglia benestante bolognese, seguì un percorso artistico di formazione giovanile sotto la guida di Giovanni Francesco Bezzi (il Nosadella).
Aderì alla cultura tardomanieristica, come evidenziato dai lavori effettuati nella cappella Vezza della basilica di Santo Stefano di Bologna (1574) e dagli affreschi a sfondo mitologico realizzati presso il palazzo Bocchi.
In una seconda fase artistica, Cesi si accostò alla corrente toscana, più rispondente ai suoi ideali in linea al clima e ai dettami della Controriforma, influenzati dalla presenza e dai consigli del cardinale Gabriele Paleotti, autore del Discorso intorno alle immagini sacre e profane (1582).
Queste tendenze di fusione tra elementi naturalistici e di devozione cristiana emersero nel San Benedetto presente nella chiesa di San Procolo.
Il suo soggiorno romano svolto intorno al 1591, si rivelò proficuo grazie ai contatti con Scipione Pulzone, che lo arricchirono ulteriormente di elementi religiosi malinconici, di profonde varietà cromatiche e di una severità formale. A questa periodo risalgono gli affreschi presenti alla Certosa di Maggiano, la pala dell'abside del Duomo di Siena (proveniente dalla stessa certosa), e gli affreschi nella cappella dei Bulgari bolognese.
Sempre intorno al 1595, Cesi completò il trittico con l'Adorazione dei Magi nella Basilica di San Domenico e la Vergine e Santi.
Ultimo, tra le sue grandi opere, il coro della Cattedrale di Bologna e la sua cripta impreziosita grazie anche all'aiuto di Prospero Fontana.
In alcuni progetti collaborò con Ludovico Carracci.
Il Cesi morì il 15 agosto 1629 a Bologna.
| Ciclo della Passione per la Certosa di San Girolamo di Bologna | Ciclo della Passione per la Certosa di San Girolamo di Bologna | Ciclo della Passione per la Certosa di San Girolamo di Bologna |
| -------------------------------------------------------------- | -------------------------------------------------------------- | -------------------------------------------------------------- |
|                                                                |                                                                |                                                                |
| Orazione                                                       | Crocifissione                                                  | Deposizione                                                    |